# 佐渡島
佐渡島（さどがしま、さどしま）は、新潟県の西部に位置する島。全域が新潟県佐渡市に属し、佐渡弥彦米山国定公園、佐渡ジオパークに含まれる。人口は46,084人（2025年3月1日現在）。
有人国境離島法に基づく「特定有人国境離島地域を構成する離島」に指定されている。
島名については、国土地理院『標準地名集』には「さどしま」という読み方で記載されている。地元議会では「さどがしま」への変更の議論がある。

## 地理

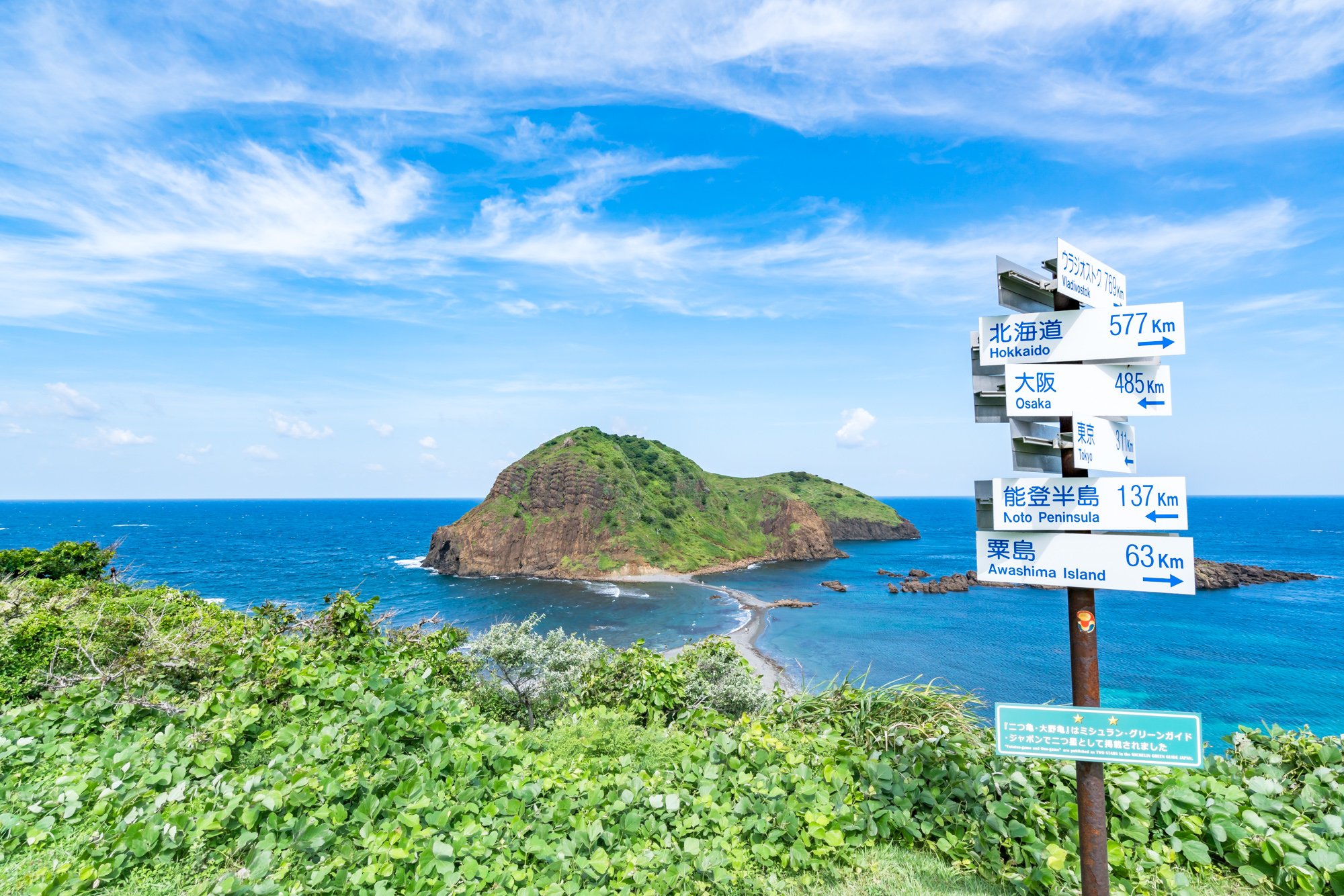
二ツ亀

面積は854.81平方キロメートルで、本州などの主要4島と北方領土を除く日本の島の中では沖縄本島に次ぐ面積を持つ。これは、東京都の本土部分（東京23区・多摩地域、島嶼部を除く）の面積（1791.47平方キロメートル）の約48%にあたり、また大阪府の面積（1897.86平方キロメートル）の約45%に相当する。
島の周囲は280.8キロメートル。最高標高は金北山の1,172メートルで、その西隣の妙見山（標高1,042メートル）の山頂には日本海の一定空域を監視する自衛隊のレーダーサイトがある。
カタカナの「エ」、アルファベットの「S」、雷マーク「⚡」に例えられる特徴的な形を持つ。地形は3つに大別でき、北に大佐渡山地（おおさどさんち）、南に小佐渡山地（こさどさんち）、この2つの間に穀倉地帯の国中平野（くになかへいや）が広がる。大佐渡山地の方が標高が高く、金北山も大佐渡山地側にある。小佐渡山地側の最高標高は大地山（645メートル）である。
大佐渡山地の北側は山が海岸のすぐそばまで迫り、断崖絶壁と無数の岩礁が約50キロメートルにわたって連なる景勝地で、中でも尖閣湾が有名である。対して小佐渡山地は、大佐渡山地と比べるとなだらかな丘陵地帯で、自生のみかんや茶が見られる。
国仲平野は離島の平野としては広い面積を持ち、かつ真野湾に注ぐ国府川など多くの川で潤うため、水稲栽培が行われている。平野の西側に真野湾、東側に両津湾および新潟県最大の湖である加茂湖（汽水湖）があり、真野湾と加茂湖ではカキの養殖が行われる。

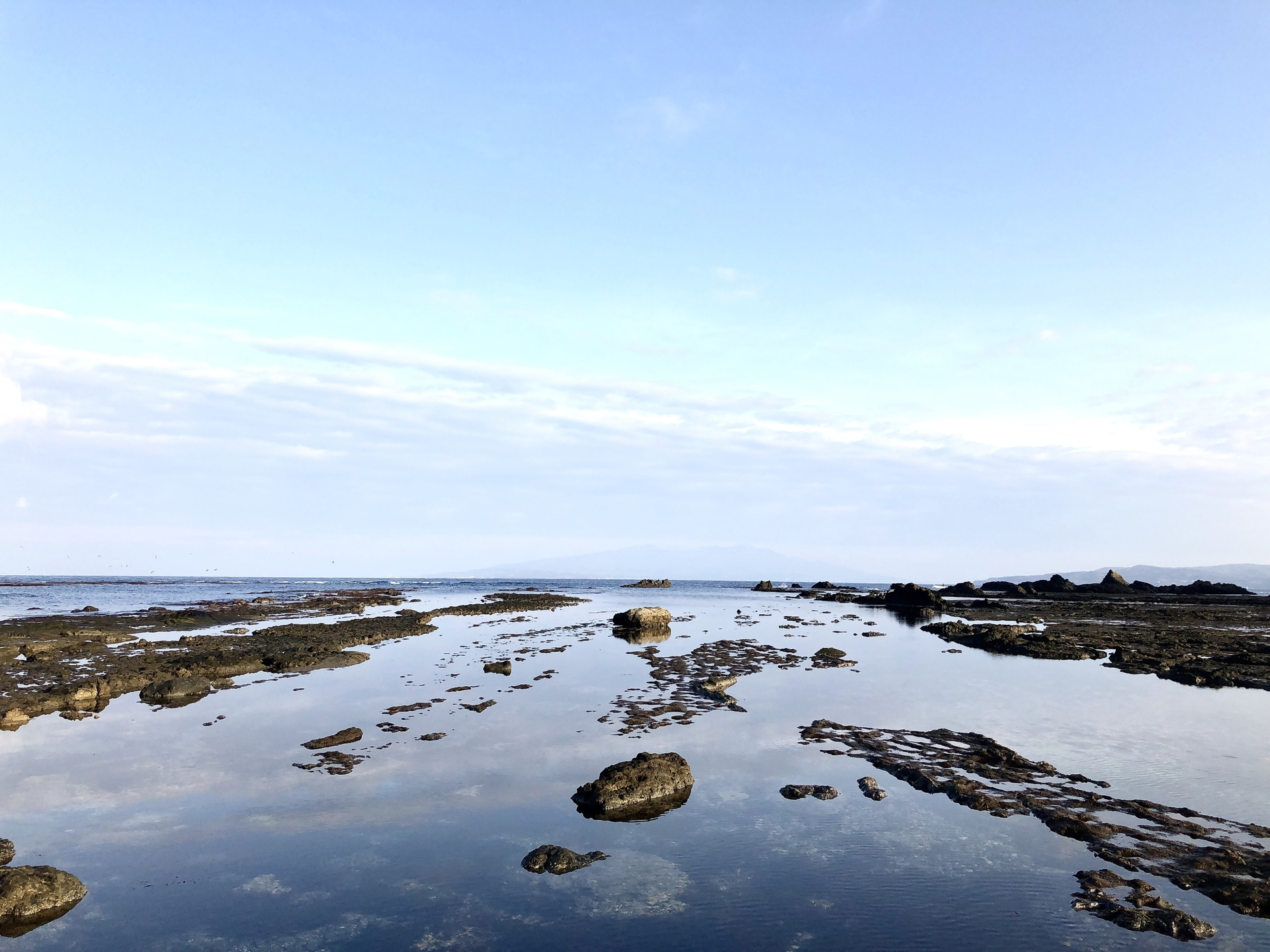
枕状溶岩でできた隆起波食台[9]。通称「万畳敷」。
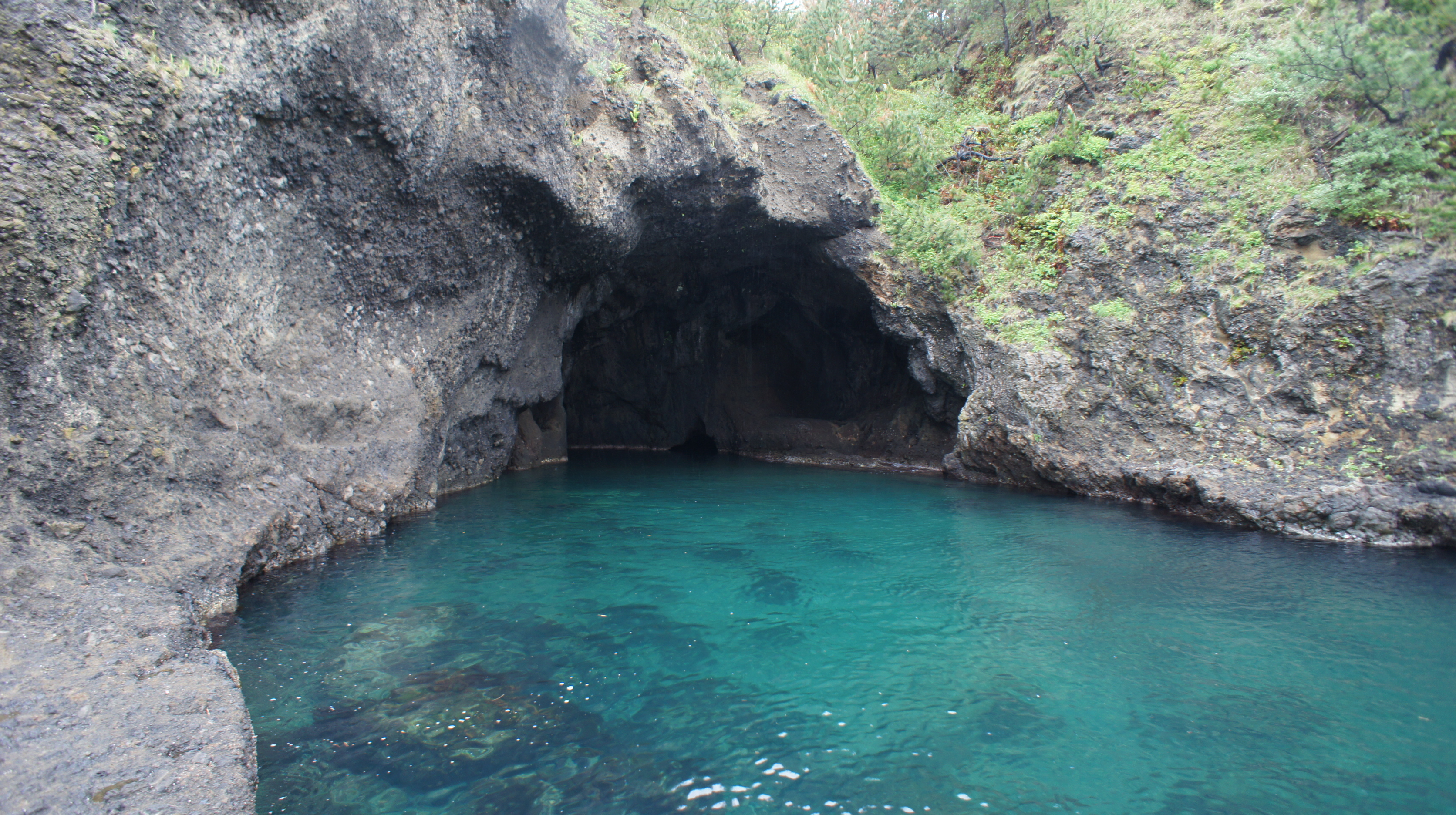
小木海岸の「琴浦洞窟」（青の洞窟）
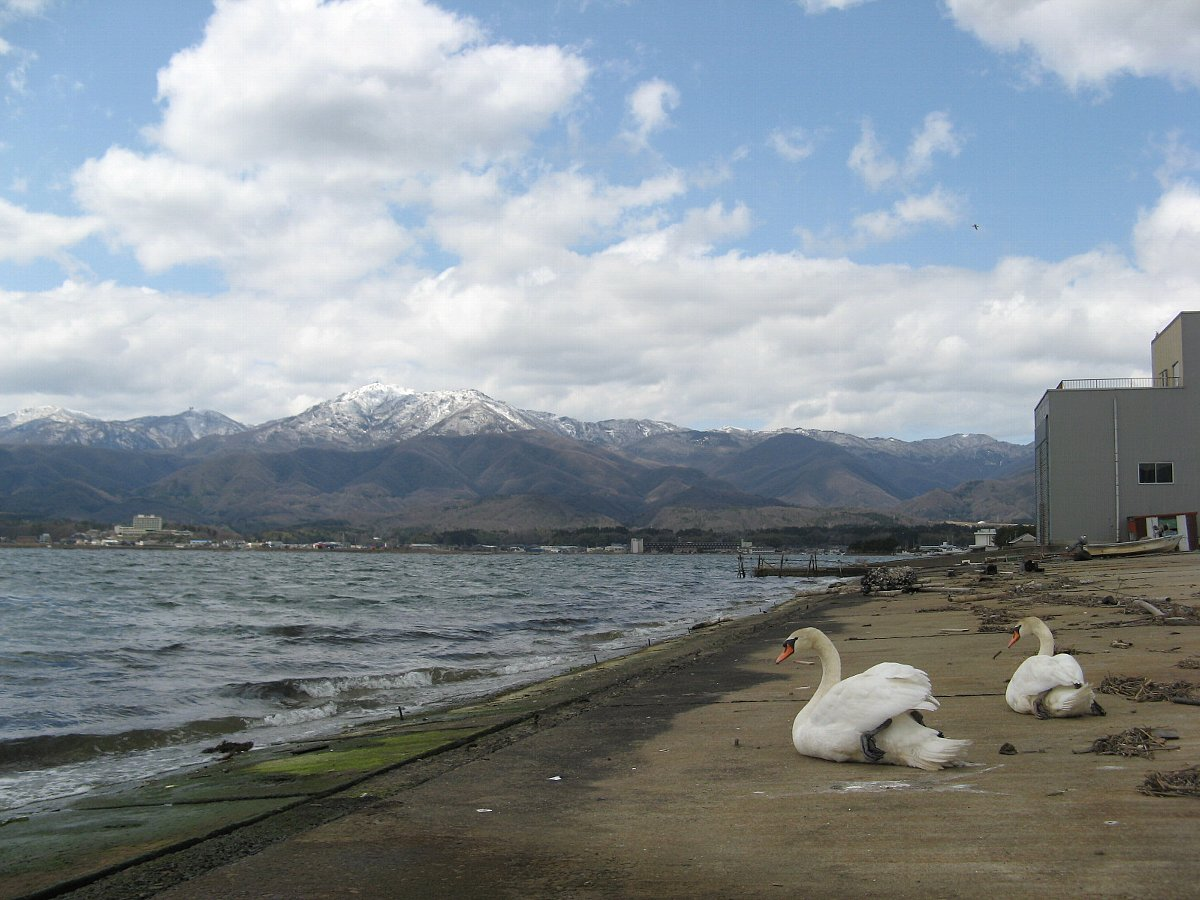
加茂湖と金北山

## 気候
気候はおおむね三分され、大佐渡山地の北側は日本海からの季節風の影響を受け、冬には積雪がある一方、小佐渡山地の南側は比較的温暖で積雪が少ない。両山地の中間部はその中間くらいの気候である。ただし新潟県の本土側と比較すると、佐渡島は沖合を暖流の対馬海流が流れている影響で冬の気温が1 - 2℃ほど高く、積雪は少ないほうといえる。また夏は海風の影響で昼夜の温度差が内陸より小さくなり、おおむね新潟県の本土側に比べ1 - 2℃程度涼しい。
過去に水害に見舞われている。1897年（明治30年）に発生した水難について、本庄了寛『佐渡水難実記』は死者86人、流失破壊建物937棟の被害が出たとしている。1998年（平成10年）8月4日の豪雨（8.4水害）では、島内で林道の崩落が発生したほか、藤津川、長江川、大野川の堤防が決壊した。
| 相川（相川特別地域気象観測所）の気候                    | 相川（相川特別地域気象観測所）の気候 | 相川（相川特別地域気象観測所）の気候 | 相川（相川特別地域気象観測所）の気候 | 相川（相川特別地域気象観測所）の気候 | 相川（相川特別地域気象観測所）の気候 | 相川（相川特別地域気象観測所）の気候 | 相川（相川特別地域気象観測所）の気候 | 相川（相川特別地域気象観測所）の気候 | 相川（相川特別地域気象観測所）の気候 | 相川（相川特別地域気象観測所）の気候 | 相川（相川特別地域気象観測所）の気候 | 相川（相川特別地域気象観測所）の気候 | 相川（相川特別地域気象観測所）の気候 |
| 月                                                      | 1月                                  | 2月                                  | 3月                                  | 4月                                  | 5月                                  | 6月                                  | 7月                                  | 8月                                  | 9月                                  | 10月                                 | 11月                                 | 12月                                 | 年                                   |
| ------------------------------------------------------- | ------------------------------------ | ------------------------------------ | ------------------------------------ | ------------------------------------ | ------------------------------------ | ------------------------------------ | ------------------------------------ | ------------------------------------ | ------------------------------------ | ------------------------------------ | ------------------------------------ | ------------------------------------ | ------------------------------------ |
| 最高気温記録 °C （°F）                                  | 17.0 (62.6)                          | 20.7 (69.3)                          | 23.2 (73.8)                          | 28.0 (82.4)                          | 30.0 (86)                            | 34.1 (93.4)                          | 37.4 (99.3)                          | 38.5 (101.3)                         | 37.4 (99.3)                          | 31.5 (88.7)                          | 26.3 (79.3)                          | 22.9 (73.2)                          | 38.5 (101.3)                         |
| 平均最高気温 °C （°F）                                  | 6.5 (43.7)                           | 6.7 (44.1)                           | 9.6 (49.3)                           | 14.9 (58.8)                          | 19.9 (67.8)                          | 23.3 (73.9)                          | 27.1 (80.8)                          | 29.3 (84.7)                          | 25.9 (78.6)                          | 20.5 (68.9)                          | 15.0 (59)                            | 9.7 (49.5)                           | 17.4 (63.3)                          |
| 日平均気温 °C （°F）                                    | 4.0 (39.2)                           | 4.0 (39.2)                           | 6.5 (43.7)                           | 11.1 (52)                            | 15.9 (60.6)                          | 19.8 (67.6)                          | 24.0 (75.2)                          | 26.0 (78.8)                          | 22.5 (72.5)                          | 17.2 (63)                            | 11.8 (53.2)                          | 6.8 (44.2)                           | 14.1 (57.4)                          |
| 平均最低気温 °C （°F）                                  | 1.3 (34.3)                           | 1.0 (33.8)                           | 2.9 (37.2)                           | 7.2 (45)                             | 12.0 (53.6)                          | 16.6 (61.9)                          | 21.3 (70.3)                          | 22.9 (73.2)                          | 19.2 (66.6)                          | 13.6 (56.5)                          | 8.2 (46.8)                           | 3.8 (38.8)                           | 10.8 (51.4)                          |
| 最低気温記録 °C （°F）                                  | −7.5 (18.5)                          | −7.4 (18.7)                          | −6.4 (20.5)                          | −2.1 (28.2)                          | 2.5 (36.5)                           | 7.6 (45.7)                           | 12.1 (53.8)                          | 14.6 (58.3)                          | 9.5 (49.1)                           | 4.4 (39.9)                           | −2.8 (27)                            | −6.6 (20.1)                          | −7.5 (18.5)                          |
| 降水量 mm （inch）                                      | 131.1 (5.161)                        | 91.6 (3.606)                         | 96.6 (3.803)                         | 94.5 (3.72)                          | 97.3 (3.831)                         | 122.5 (4.823)                        | 207.3 (8.161)                        | 137.5 (5.413)                        | 139.9 (5.508)                        | 133.1 (5.24)                         | 154.8 (6.094)                        | 175.7 (6.917)                        | 1,572.5 (61.909)                     |
| 降雪量 cm （inch）                                      | 28 (11)                              | 25 (9.8)                             | 4 (1.6)                              | 0 (0)                                | -                                    | -                                    | -                                    | -                                    | -                                    | -                                    | -                                    | 9 (3.5)                              | 67 (26.4)                            |
| 平均降水日数 （≥0.5 mm）                                | 22.8                                 | 18.6                                 | 16.0                                 | 11.5                                 | 11.0                                 | 10.7                                 | 12.3                                 | 9.9                                  | 11.9                                 | 13.8                                 | 18.2                                 | 23.0                                 | 178.9                                |
| 平均降雪日数 （≥0 cm）                                  | 23.6                                 | 19.9                                 | 13.2                                 | 1.7                                  | 0                                    | 0                                    | 0                                    | 0                                    | 0                                    | 0                                    | 2.1                                  | 14.9                                 | 75.4                                 |
| % 湿度                                                  | 69                                   | 68                                   | 66                                   | 67                                   | 72                                   | 78                                   | 81                                   | 77                                   | 73                                   | 69                                   | 68                                   | 69                                   | 71                                   |
| 平均月間日照時間                                        | 46.2                                 | 69.2                                 | 133.1                                | 177.0                                | 200.7                                | 178.4                                | 161.2                                | 207.8                                | 157.0                                | 147.5                                | 95.8                                 | 50.6                                 | 1,625.8                              |
| 出典：気象庁 (平均値：1991年-2020年、極値：1911年-現在) |                                      |                                      |                                      |                                      |                                      |                                      |                                      |                                      |                                      |                                      |                                      |                                      |                                      |

| 弾崎（1991年 - 2020年）の気候      | 弾崎（1991年 - 2020年）の気候 | 弾崎（1991年 - 2020年）の気候 | 弾崎（1991年 - 2020年）の気候 | 弾崎（1991年 - 2020年）の気候 | 弾崎（1991年 - 2020年）の気候 | 弾崎（1991年 - 2020年）の気候 | 弾崎（1991年 - 2020年）の気候 | 弾崎（1991年 - 2020年）の気候 | 弾崎（1991年 - 2020年）の気候 | 弾崎（1991年 - 2020年）の気候 | 弾崎（1991年 - 2020年）の気候 | 弾崎（1991年 - 2020年）の気候 | 弾崎（1991年 - 2020年）の気候 |
| 月                                 | 1月                           | 2月                           | 3月                           | 4月                           | 5月                           | 6月                           | 7月                           | 8月                           | 9月                           | 10月                          | 11月                          | 12月                          | 年                            |
| ---------------------------------- | ----------------------------- | ----------------------------- | ----------------------------- | ----------------------------- | ----------------------------- | ----------------------------- | ----------------------------- | ----------------------------- | ----------------------------- | ----------------------------- | ----------------------------- | ----------------------------- | ----------------------------- |
| 最高気温記録 °C （°F）             | 16.1 (61)                     | 22.4 (72.3)                   | 24.6 (76.3)                   | 28.0 (82.4)                   | 29.9 (85.8)                   | 31.4 (88.5)                   | 34.3 (93.7)                   | 36.2 (97.2)                   | 35.3 (95.5)                   | 29.7 (85.5)                   | 25.0 (77)                     | 18.7 (65.7)                   | 36.2 (97.2)                   |
| 平均最高気温 °C （°F）             | 5.4 (41.7)                    | 5.8 (42.4)                    | 9.1 (48.4)                    | 14.2 (57.6)                   | 19.0 (66.2)                   | 22.4 (72.3)                   | 26.2 (79.2)                   | 28.2 (82.8)                   | 24.8 (76.6)                   | 19.5 (67.1)                   | 14.0 (57.2)                   | 8.5 (47.3)                    | 16.4 (61.5)                   |
| 日平均気温 °C （°F）               | 3.1 (37.6)                    | 3.1 (37.6)                    | 5.7 (42.3)                    | 10.4 (50.7)                   | 15.1 (59.2)                   | 19.0 (66.2)                   | 23.1 (73.6)                   | 25.0 (77)                     | 21.8 (71.2)                   | 16.5 (61.7)                   | 11.0 (51.8)                   | 5.9 (42.6)                    | 13.3 (55.9)                   |
| 平均最低気温 °C （°F）             | 0.7 (33.3)                    | 0.5 (32.9)                    | 2.5 (36.5)                    | 6.8 (44.2)                    | 11.4 (52.5)                   | 15.8 (60.4)                   | 20.5 (68.9)                   | 22.2 (72)                     | 18.9 (66)                     | 13.4 (56.1)                   | 7.9 (46.2)                    | 3.2 (37.8)                    | 10.3 (50.5)                   |
| 最低気温記録 °C （°F）             | −6.3 (20.7)                   | −7.0 (19.4)                   | −3.3 (26.1)                   | −0.8 (30.6)                   | 2.1 (35.8)                    | 7.5 (45.5)                    | 12.3 (54.1)                   | 15.5 (59.9)                   | 9.5 (49.1)                    | 4.2 (39.6)                    | −0.6 (30.9)                   | −4.9 (23.2)                   | −7.0 (19.4)                   |
| 降水量 mm （inch）                 | 133.1 (5.24)                  | 94.3 (3.713)                  | 101.0 (3.976)                 | 104.1 (4.098)                 | 112.2 (4.417)                 | 127.2 (5.008)                 | 216.2 (8.512)                 | 154.0 (6.063)                 | 152.5 (6.004)                 | 161.1 (6.343)                 | 167.7 (6.602)                 | 180.9 (7.122)                 | 1,711.6 (67.386)              |
| 平均降水日数 （≥1.0 mm）           | 20.3                          | 16.2                          | 14.6                          | 11.3                          | 10.4                          | 10.0                          | 11.7                          | 9.6                           | 11.6                          | 13.7                          | 16.6                          | 21.6                          | 167.4                         |
| 平均月間日照時間                   | 46.1                          | 77.7                          | 149.8                         | 200.1                         | 218.7                         | 189.0                         | 171.9                         | 215.7                         | 159.9                         | 149.2                         | 92.0                          | 51.0                          | 1,723.5                       |
| 出典1：Japan Meteorological Agency |                               |                               |                               |                               |                               |                               |                               |                               |                               |                               |                               |                               |                               |
| 出典2：気象庁                      |                               |                               |                               |                               |                               |                               |                               |                               |                               |                               |                               |                               |                               |

| 羽茂（1991年 - 2020年）の気候      | 羽茂（1991年 - 2020年）の気候 | 羽茂（1991年 - 2020年）の気候 | 羽茂（1991年 - 2020年）の気候 | 羽茂（1991年 - 2020年）の気候 | 羽茂（1991年 - 2020年）の気候 | 羽茂（1991年 - 2020年）の気候 | 羽茂（1991年 - 2020年）の気候 | 羽茂（1991年 - 2020年）の気候 | 羽茂（1991年 - 2020年）の気候 | 羽茂（1991年 - 2020年）の気候 | 羽茂（1991年 - 2020年）の気候 | 羽茂（1991年 - 2020年）の気候 | 羽茂（1991年 - 2020年）の気候 |
| 月                                 | 1月                           | 2月                           | 3月                           | 4月                           | 5月                           | 6月                           | 7月                           | 8月                           | 9月                           | 10月                          | 11月                          | 12月                          | 年                            |
| ---------------------------------- | ----------------------------- | ----------------------------- | ----------------------------- | ----------------------------- | ----------------------------- | ----------------------------- | ----------------------------- | ----------------------------- | ----------------------------- | ----------------------------- | ----------------------------- | ----------------------------- | ----------------------------- |
| 最高気温記録 °C （°F）             | 15.2 (59.4)                   | 20.0 (68)                     | 22.4 (72.3)                   | 28.9 (84)                     | 30.6 (87.1)                   | 34.4 (93.9)                   | 37.6 (99.7)                   | 38.3 (100.9)                  | 36.2 (97.2)                   | 31.7 (89.1)                   | 25.2 (77.4)                   | 19.6 (67.3)                   | 38.3 (100.9)                  |
| 平均最高気温 °C （°F）             | 6.0 (42.8)                    | 6.4 (43.5)                    | 9.8 (49.6)                    | 15.6 (60.1)                   | 21.0 (69.8)                   | 24.5 (76.1)                   | 28.0 (82.4)                   | 30.2 (86.4)                   | 26.4 (79.5)                   | 20.7 (69.3)                   | 14.8 (58.6)                   | 9.1 (48.4)                    | 17.7 (63.9)                   |
| 日平均気温 °C （°F）               | 3.1 (37.6)                    | 3.0 (37.4)                    | 5.6 (42.1)                    | 10.6 (51.1)                   | 15.7 (60.3)                   | 19.9 (67.8)                   | 23.9 (75)                     | 25.6 (78.1)                   | 21.7 (71.1)                   | 16.0 (60.8)                   | 10.5 (50.9)                   | 5.7 (42.3)                    | 13.5 (56.3)                   |
| 平均最低気温 °C （°F）             | 0.2 (32.4)                    | −0.2 (31.6)                   | 1.4 (34.5)                    | 5.8 (42.4)                    | 11.0 (51.8)                   | 15.9 (60.6)                   | 20.6 (69.1)                   | 21.9 (71.4)                   | 18.0 (64.4)                   | 11.9 (53.4)                   | 6.6 (43.9)                    | 2.5 (36.5)                    | 9.6 (49.3)                    |
| 最低気温記録 °C （°F）             | −7.5 (18.5)                   | −7.4 (18.7)                   | −4.9 (23.2)                   | −2.9 (26.8)                   | 2.2 (36)                      | 7.8 (46)                      | 12.2 (54)                     | 14.2 (57.6)                   | 9.1 (48.4)                    | 2.4 (36.3)                    | 0.2 (32.4)                    | −3.9 (25)                     | −7.5 (18.5)                   |
| 降水量 mm （inch）                 | 164.0 (6.457)                 | 109.5 (4.311)                 | 107.2 (4.22)                  | 98.7 (3.886)                  | 98.0 (3.858)                  | 129.6 (5.102)                 | 210.9 (8.303)                 | 143.8 (5.661)                 | 142.7 (5.618)                 | 138.2 (5.441)                 | 173.0 (6.811)                 | 206.3 (8.122)                 | 1,721.7 (67.783)              |
| 平均降水日数 （≥1.0 mm）           | 22.8                          | 17.7                          | 16.1                          | 11.6                          | 10.3                          | 9.6                           | 12.2                          | 9.5                           | 11.5                          | 13.6                          | 17.5                          | 22.4                          | 174.8                         |
| 平均月間日照時間                   | 56.8                          | 80.6                          | 143.3                         | 185.4                         | 205.4                         | 172.8                         | 164.1                         | 202.8                         | 148.7                         | 146.5                         | 103.7                         | 57.8                          | 1,667.8                       |
| 出典1：Japan Meteorological Agency |                               |                               |                               |                               |                               |                               |                               |                               |                               |                               |                               |                               |                               |
| 出典2：気象庁                      |                               |                               |                               |                               |                               |                               |                               |                               |                               |                               |                               |                               |                               |

| 両津（1991年 - 2020年）の気候      | 両津（1991年 - 2020年）の気候 | 両津（1991年 - 2020年）の気候 | 両津（1991年 - 2020年）の気候 | 両津（1991年 - 2020年）の気候 | 両津（1991年 - 2020年）の気候 | 両津（1991年 - 2020年）の気候 | 両津（1991年 - 2020年）の気候 | 両津（1991年 - 2020年）の気候 | 両津（1991年 - 2020年）の気候 | 両津（1991年 - 2020年）の気候 | 両津（1991年 - 2020年）の気候 | 両津（1991年 - 2020年）の気候 | 両津（1991年 - 2020年）の気候 |
| 月                                 | 1月                           | 2月                           | 3月                           | 4月                           | 5月                           | 6月                           | 7月                           | 8月                           | 9月                           | 10月                          | 11月                          | 12月                          | 年                            |
| ---------------------------------- | ----------------------------- | ----------------------------- | ----------------------------- | ----------------------------- | ----------------------------- | ----------------------------- | ----------------------------- | ----------------------------- | ----------------------------- | ----------------------------- | ----------------------------- | ----------------------------- | ----------------------------- |
| 最高気温記録 °C （°F）             | 14.5 (58.1)                   | 19.9 (67.8)                   | 20.5 (68.9)                   | 26.9 (80.4)                   | 29.0 (84.2)                   | 31.7 (89.1)                   | 37.7 (99.9)                   | 38.8 (101.8)                  | 38.2 (100.8)                  | 29.5 (85.1)                   | 24.7 (76.5)                   | 19.0 (66.2)                   | 38.8 (101.8)                  |
| 平均最高気温 °C （°F）             | 5.8 (42.4)                    | 6.2 (43.2)                    | 9.5 (49.1)                    | 14.7 (58.5)                   | 19.7 (67.5)                   | 23.4 (74.1)                   | 27.4 (81.3)                   | 29.6 (85.3)                   | 26.2 (79.2)                   | 20.6 (69.1)                   | 14.6 (58.3)                   | 8.8 (47.8)                    | 17.2 (63)                     |
| 日平均気温 °C （°F）               | 3.0 (37.4)                    | 3.1 (37.6)                    | 5.9 (42.6)                    | 10.8 (51.4)                   | 15.8 (60.4)                   | 20.0 (68)                     | 24.2 (75.6)                   | 26.1 (79)                     | 22.5 (72.5)                   | 16.8 (62.2)                   | 11.0 (51.8)                   | 5.7 (42.3)                    | 13.8 (56.8)                   |
| 平均最低気温 °C （°F）             | 0.2 (32.4)                    | 0.0 (32)                      | 2.2 (36)                      | 6.9 (44.4)                    | 12.2 (54)                     | 17.0 (62.6)                   | 21.5 (70.7)                   | 23.0 (73.4)                   | 19.2 (66.6)                   | 13.1 (55.6)                   | 7.3 (45.1)                    | 2.5 (36.5)                    | 10.4 (50.7)                   |
| 最低気温記録 °C （°F）             | −6.9 (19.6)                   | −7.1 (19.2)                   | −4.5 (23.9)                   | −1.0 (30.2)                   | 3.6 (38.5)                    | 10.4 (50.7)                   | 13.8 (56.8)                   | 16.4 (61.5)                   | 10.8 (51.4)                   | 3.7 (38.7)                    | −0.8 (30.6)                   | −4.6 (23.7)                   | −7.1 (19.2)                   |
| 降水量 mm （inch）                 | 164.3 (6.469)                 | 118.7 (4.673)                 | 109.1 (4.295)                 | 104.6 (4.118)                 | 107.3 (4.224)                 | 138.9 (5.469)                 | 233.2 (9.181)                 | 142.7 (5.618)                 | 136.7 (5.382)                 | 139.2 (5.48)                  | 155.2 (6.11)                  | 210.0 (8.268)                 | 1,758.5 (69.232)              |
| 平均降水日数 （≥1.0 mm）           | 23.0                          | 18.1                          | 15.7                          | 11.7                          | 9.7                           | 9.3                           | 11.4                          | 9.1                           | 11.4                          | 12.9                          | 16.9                          | 22.7                          | 171.9                         |
| 平均月間日照時間                   | 52.9                          | 79.1                          | 140.7                         | 190.9                         | 216.5                         | 185.1                         | 177.9                         | 219.5                         | 159.9                         | 150.9                         | 99.3                          | 56.9                          | 1,735.7                       |
| 出典1：Japan Meteorological Agency |                               |                               |                               |                               |                               |                               |                               |                               |                               |                               |                               |                               |                               |
| 出典2：気象庁                      |                               |                               |                               |                               |                               |                               |                               |                               |                               |                               |                               |                               |                               |

## 動植物
暖流と寒流の接点にあるため、植生に極めて富んでおり、島内で寒地（北方）系・暖地（南方）系の両地方特有の植物が同居する、非常に珍しい植生地域である。また、暖流にのって現れるシイラ、カツオ、アオリイカ、寒流にのって現れるブリなどの多様な水産物にも恵まれている。
本州から隔離されて数十万年が経過した事により、サドノウサギやサドモグラやサドトガリネズミなどの固有種が見られる。現在では絶滅したが、イノシシも本州の個体群から遺伝的に数十万年間分離した個体群が存在した。ニホンイタチは、一度は地域絶滅したのちに再度移入したとされる。

## 歴史

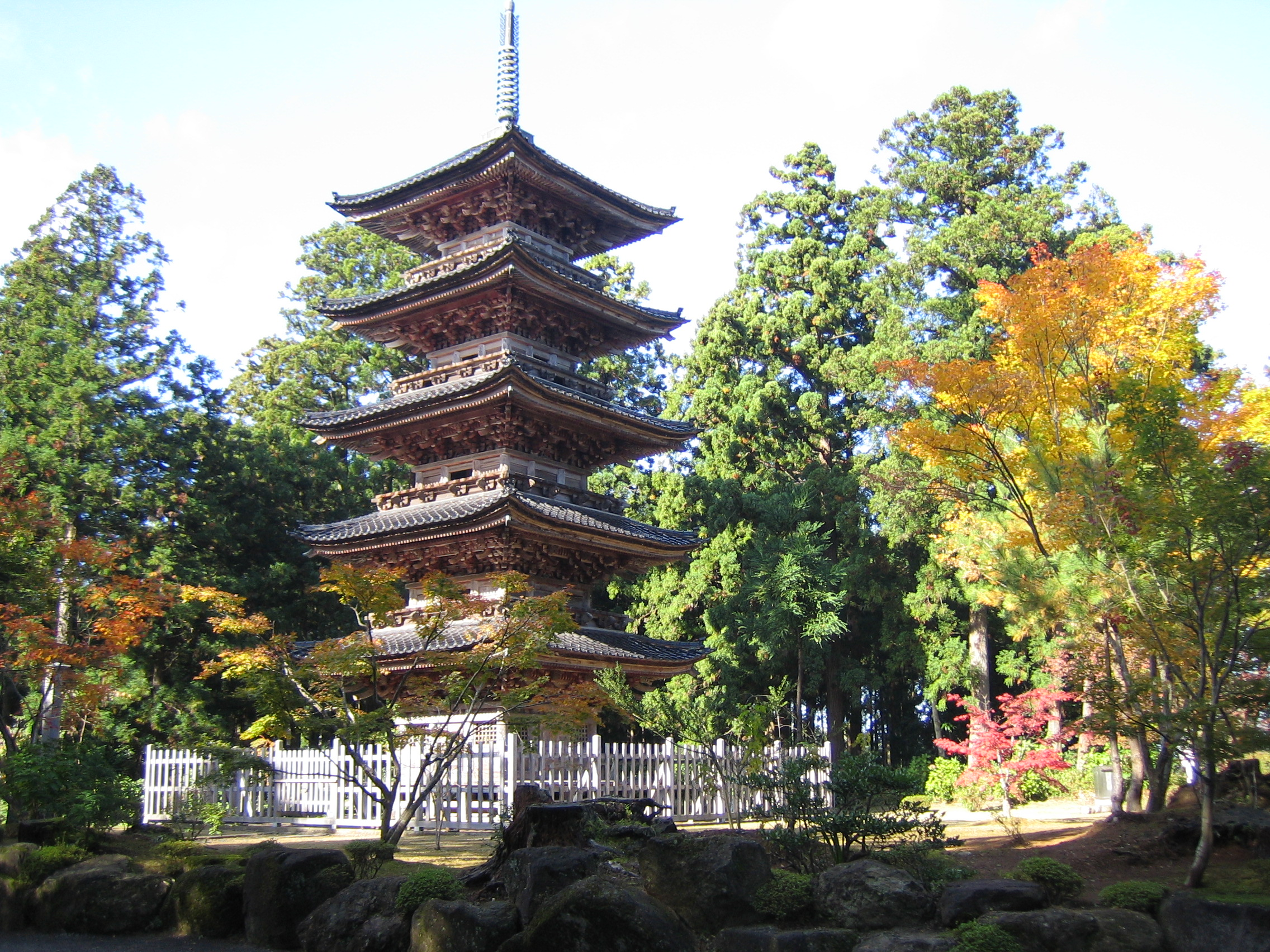
日蓮宗佐渡三本山のひとつ 妙宣寺の五重塔（国の重要文化財）

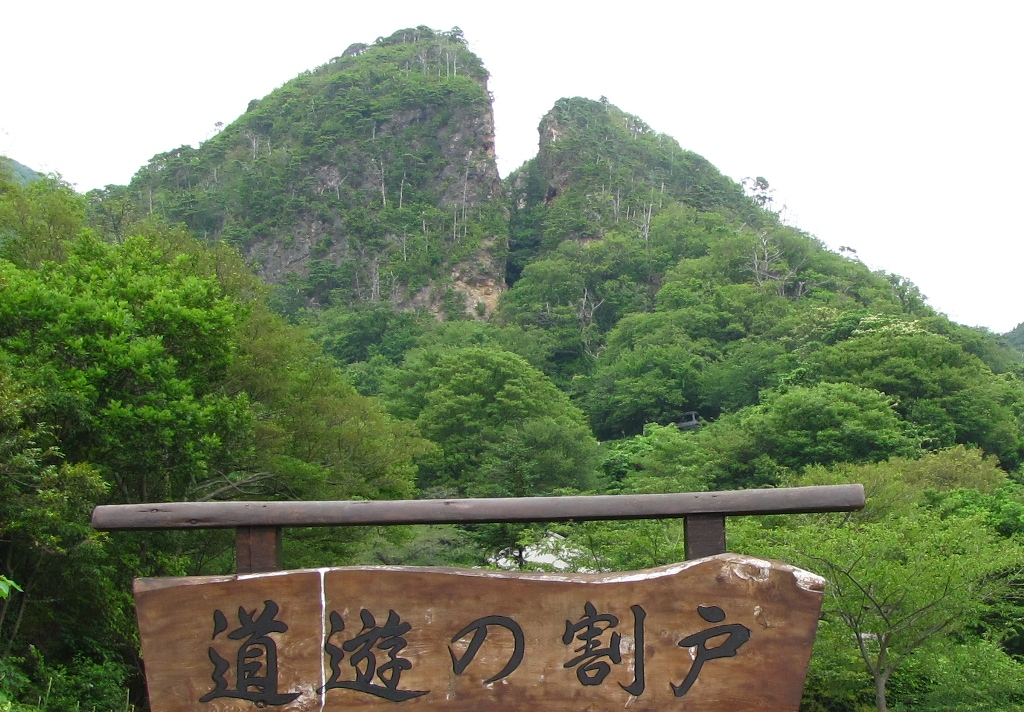
佐渡金山（相川金銀山）

佐渡島はもともと本州と地続きであったが、地殻変動や火山活動による地形の変化で約1,600万年前頃に本州から離れ、約200万年前頃には海底地盤の圧縮運動エネルギーにより地面が隆起し、大佐渡山地と小佐渡丘陵が国中平野をはさむ現在の形になったと考えられている。地震など地殻変動により、現在も隆起が継続している。
『古事記』には「佐度島（さどのしま）」と記されている。成務天皇朝に阿岐国造同祖の久志伊麻命が佐渡国造に任命されたことが『先代旧事本紀』「国造本紀」に見える。
大化の改新以後に律令国家の佐渡が成立した。8世紀以前に佐渡国が置かれた。
順徳天皇、日蓮、日野資朝、世阿弥などが配流された地でもある。
鎌倉時代以降は、本間氏が守護代として佐渡を支配していたが、1589年（天正17年）に上杉景勝の侵攻を受けて滅亡し、上杉氏の支配地となった。
関ヶ原の戦いの後、佐渡は徳川家の支配地となった。1601年（慶長6年）には佐渡金山が発見された。佐渡では、それ以前の戦国時代中期頃から、鶴子銀山等で銀が採掘されていたが、佐渡金山の金の産出量は群を抜いて多く、そのため、江戸幕府は、藩を置かずに佐渡を天領として、佐渡奉行所を相川に置き、幕府自ら直接統治を行った。明治維新では戦火を免れた。
明治以降は佐渡県、後に相川県が置かれたが、1876年（明治9年）、新潟県に編入された。
詳細は佐渡市#歴史、佐渡金山の項を参照。

## 文化

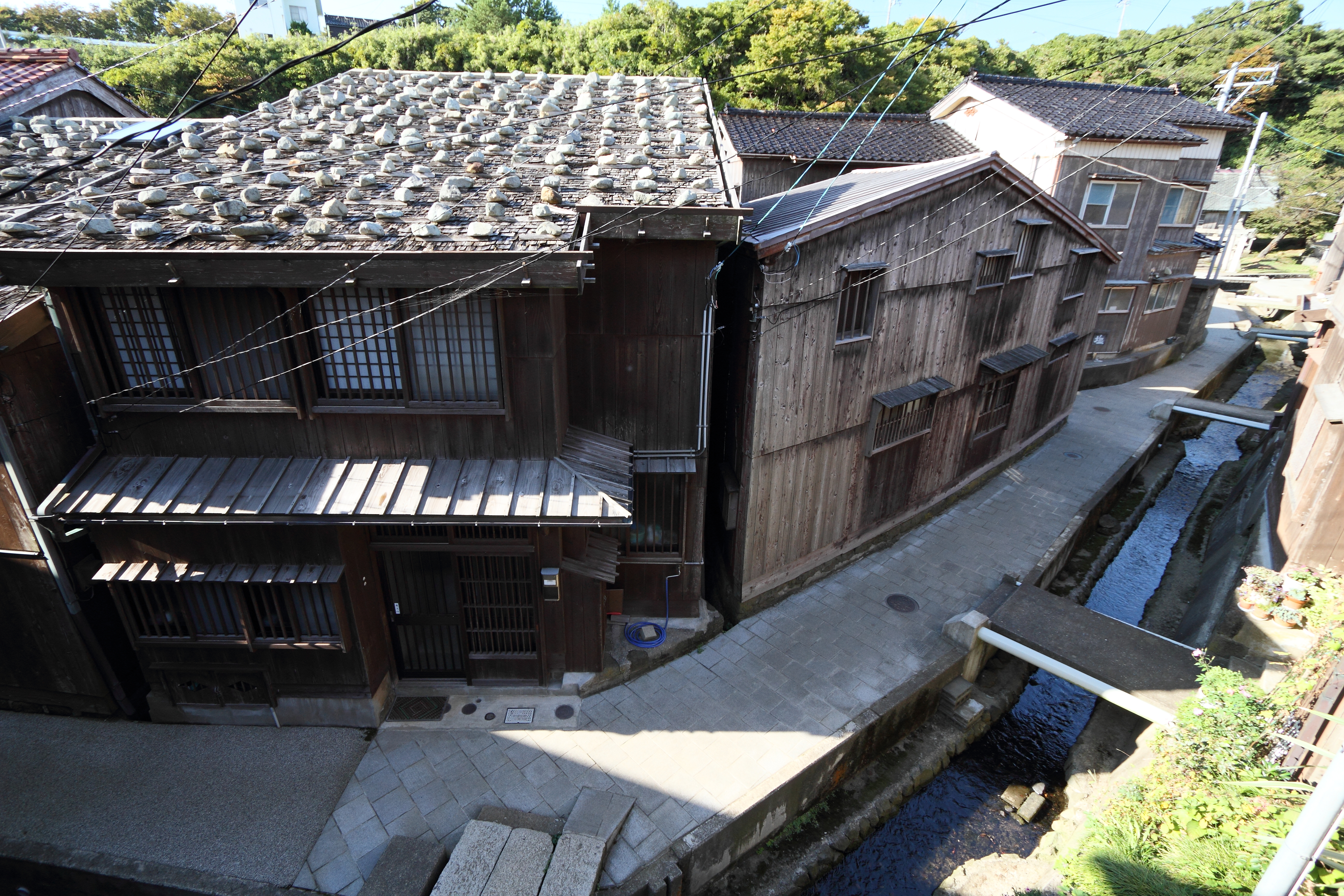
北前船の拠点となった小木海岸・宿根木（国の重要伝統的建造物群保存地区）

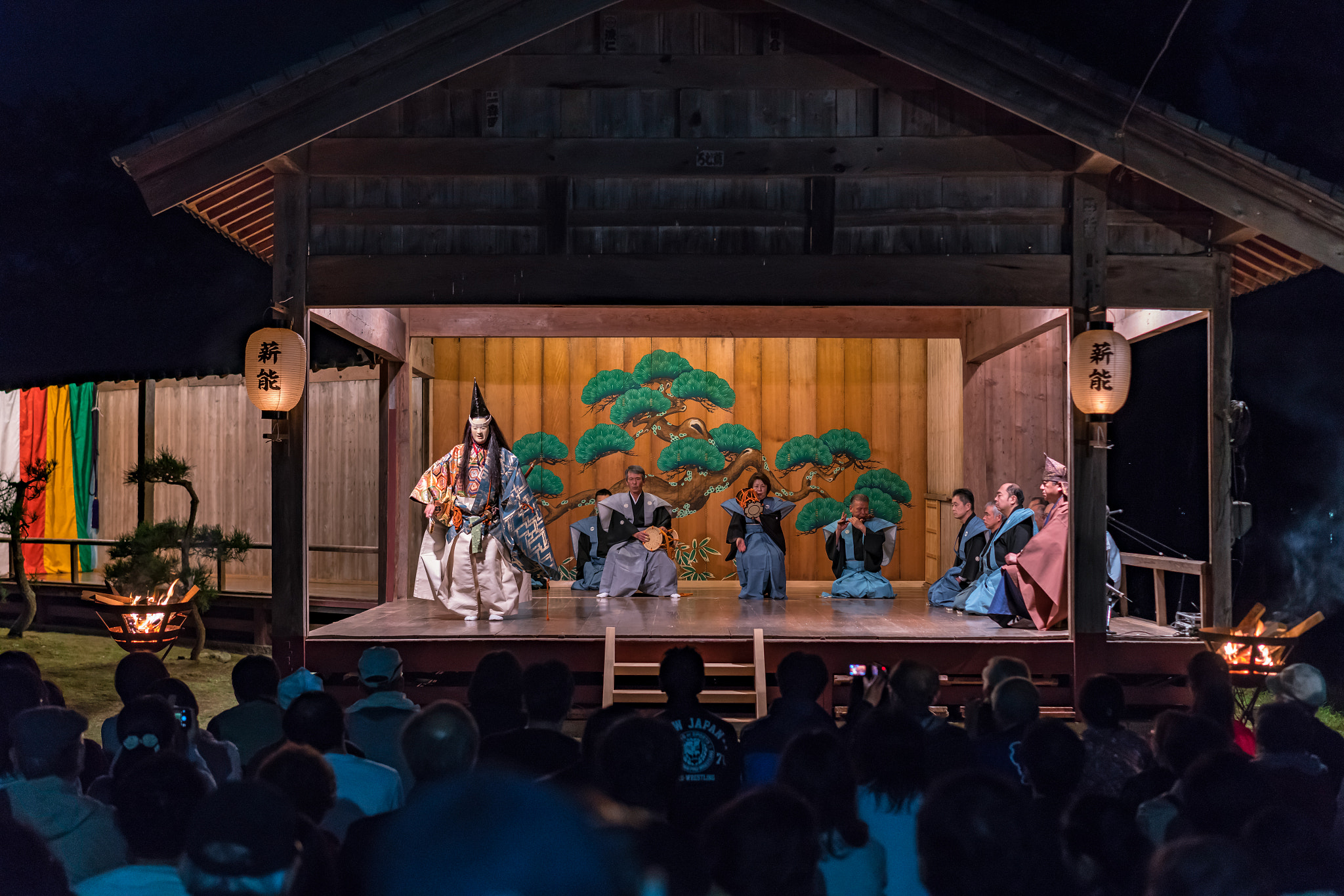
椎崎諏訪神社能舞台

西廻り航路が開かれ、西日本や北陸の文化が伝わってきたこと、また配流者が伝えた文化も含めた貴族文化や武家文化、町人文化が一体となって、佐渡特有の文化を形成していったといわれる。
方言は佐渡弁と言われるもので、西日本方言の北陸方言に属している。
また、京都から流罪された文人・政治家などが都の文化を伝えた影響からかさまざまな伝統芸能が受け継がれている。有名なのは能である。江戸時代には200を超える能舞台があり、現在も32余りの能舞台が残っている。人口当たりの能舞台数は、江戸時代も現在も全国一となっている。これらの能舞台は、今も、春から秋にかけ薪能などイベントや祭りで利用されており、各地区の希望する子供達が大人から指導を受けて演じている。これは能の大成者である世阿弥が配流された影響であるといわれているが、実際に能文化が広まったのは江戸時代に入ってから、佐渡奉行に任ぜられた大久保長安によるものと考えられている。古浄瑠璃、文弥人形、のろま人形、説教人形、獅子舞なども代々受け継がれ、現存している。
佐渡金山は最盛期には、国内一の金産出量を誇っていたが、江戸時代の終わりごろから衰退し1951年に商業採掘は終了したため、現在では金の採掘は行われていない。残された多くの史跡や博物館等の資料館で当時の様子をうかがい知ることができる。他に、順徳天皇や日蓮ゆかりの寺などの、歴史的な神社仏閣が保存されており、こうした様々な史跡めぐりをする観光客が毎年訪れている。佐渡島には「鬼太鼓」という神事芸能が300年伝わっている。太鼓の音に合わせて鬼の面をつけて舞う。
佐渡の民家は黒く光る能登瓦と呼ばれる瓦を使用したものが見られる。

### 食文化
新潟県本土の大半が鮭文化圏の性質を持つ一方で、佐渡は西日本の鰤文化圏の性質が強い。両津湾は鰤の好漁場となっている。
郷土料理
- いごねり
- しんこ餅
- 煮しめ
- アユの石焼き
- ちゃげえ

## 島内外の交通

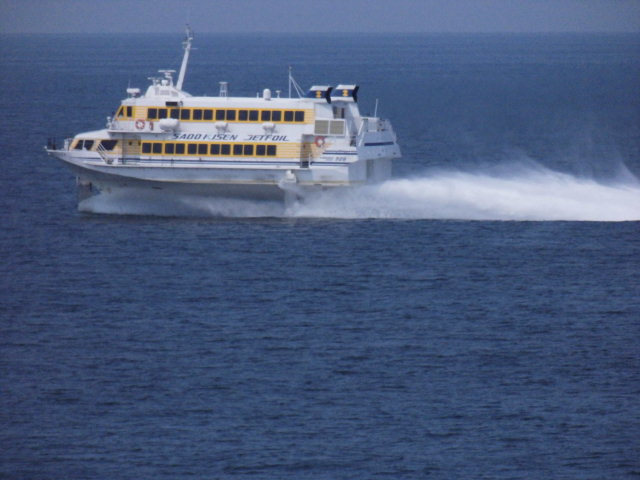
新潟と両津を約1時間で結ぶ佐渡汽船ジェットフォイル

佐渡市#交通の項を参照。

## 所属自治体
かつては、両津市、相川町、佐和田町、金井町、新穂村、畑野町、真野町、小木町、羽茂町、赤泊村の1市7町2村が存在していたが、2004年（平成16年）3月1日の合併により、現在は佐渡島一円で佐渡市を構成する。

## 観光

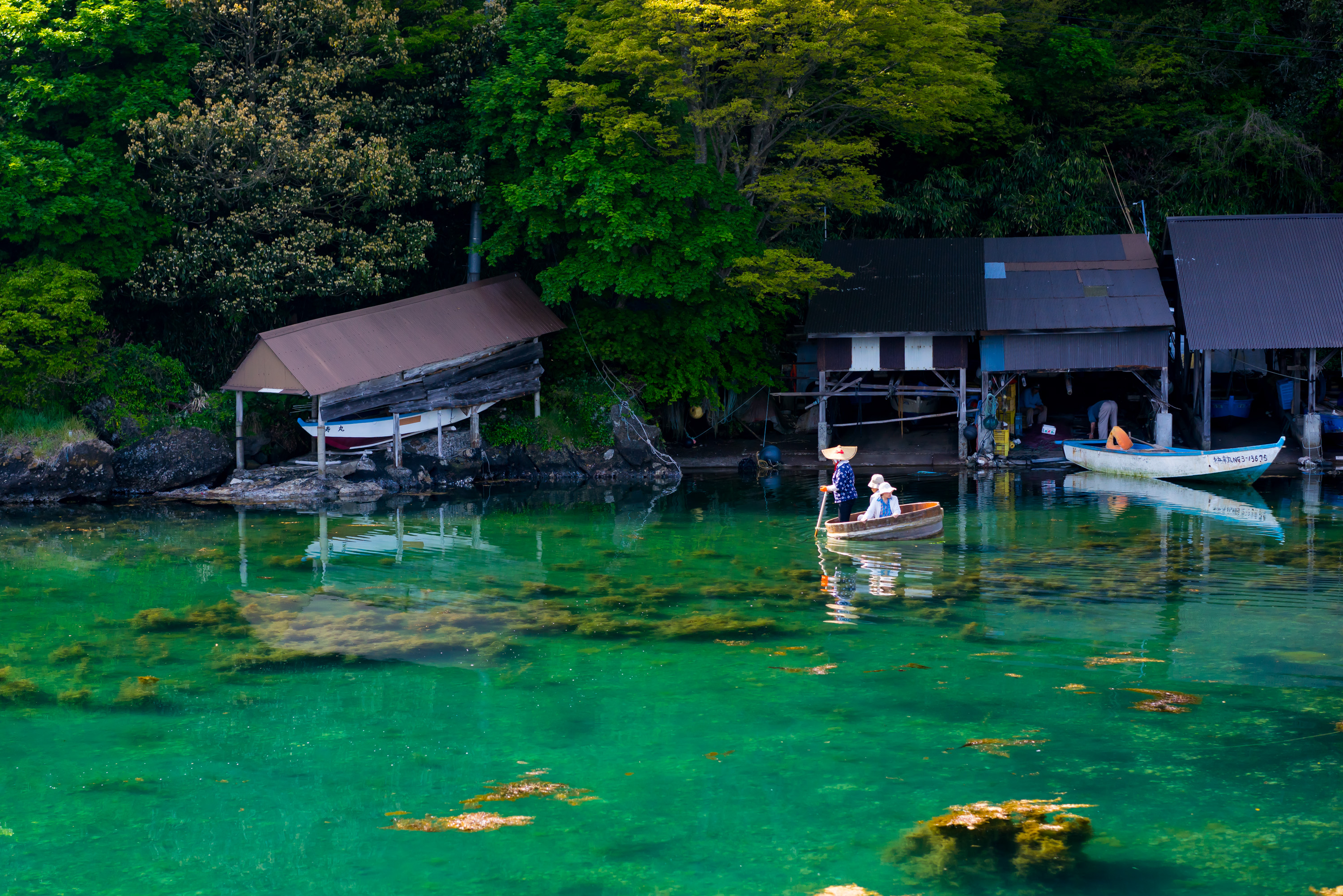
たらい舟

詳細は佐渡市#観光や佐渡ジオパークなどを参照。

## 出身関連著名人

### 出身著名人
- 佐藤氏
- 本間氏 (佐渡)
- 司馬凌海（医学者・語学者、1839年 - 1879年）：語学の天才と言われ、独・英・蘭・仏・露・中の6か国語に通じた。愛知医学校校長。
- 益田孝（実業家、茶人、1848年 - 1938年）：三井物産創設
- 鵜飼郁次郎（元衆議院議員・島初の国会議員、1855年 - 1901年）
- 佐々木象堂（鋳金家、1882年 - 1961年）：人間国宝（ロウ型鋳金）。皇居新宮殿の正殿棟飾のデザインのもとになった「瑞鳥」が有名。
- 山本悌二郎（政治家）
- 北一輝（思想家、社会運動家、国家社会主義者、1883年 - 1937年）：『国体論及び純正社会主義』、『日本改造法案大綱』など
- 有田八郎（外交官・政治家、1884年 - 1965年）：元外務大臣
- 北昤吉（思想家・政治家、1885年 - 1961年）：北一輝の弟
- 田中完三（実業家、1886年 - 1986年）：元三菱本社社長、元三菱商事社長・会長
- 土田麦僊（日本画家、1887年 - 1936年）：国画創作協会を設立
- 本間雅晴（軍人、1887年 - 1946年）：日本陸軍中将、大東亜戦争（太平洋戦争）駐フィリピン司令官
- 土田杏村（哲学者・評論家、1891年 - 1934年）
- 舟崎由之（実業家・政治家、1894年 - 1966年）：日本金属株式会社創業者、衆議院議員。
- 近藤伊与吉（俳優・脚本家・映画監督、1894年 - 1944年）
- 本郷保雄（編集者、1899年 - 1985年）:主婦之友編集長、その後集英社顧問
- 長谷川海太郎（小説家、1900年 - 1935年）：丹下左膳シリーズなど、林不忘・牧逸馬・谷譲次という筆名を持つ
- 久保田きぬ子（女性初の国連代理大臣、1913年 - 1985年）
- 梶原武雄（囲碁棋士、1923年 - 2009年）：戦後三羽烏の一人、数々の新定石を編み出す
- 磯部欣三（郷土史家、1926年 - 2006年））
- 宮田宏平（美術家、1926年 - 2007年）：蝋型鋳金、三代 宮田藍堂
- 近藤元次（政治家、1930年 - 1994年）：元農林水産大臣
- 田中圭一（日本近世史学者、1931年 - 2018年）：元筑波大学教授
- 三浦小平二（青磁陶芸の第一人者、人間国宝、1933年 - 2006年）
- 安田辰昭（野球、1938年 - 2008年）：高校野球監督
- 平辰（経営者、1940年 - ）：株式会社大庄代表取締役社長
- 伊藤窯一（美術家、1941年 - ）：無名異焼、五代 伊藤赤水、人間国宝
- 浅島誠（学者、1944年 - ）：発生生物学、東京大学教授・教養学部長
- 増田宏一（公認会計士、1944年 - ）：日本公認会計士協会会長
- 宮田亮平（美術家、1945年 - ）：鍛金、東京藝術大学学長
- 須藤健一（文化人類学者、1946年 - ）：神戸大学教授・国際文化学部長
- 宮路オサム（歌手、1946年 - ）元殿さまキングスメンバー、相川町で生まれ幼少期を過ごす[27]
- 池上裕子（歴史学者、1947年 - ）：日本中世史、角川源義賞、成蹊大学名誉教授
- 大錦一徹（力士、1953年 - ）：元 小結、現 山科親方
- 渡辺みちお（漫画家、1954年 - ）
- 佐藤基行　(実業家、1954年 - )　: 三菱製鋼株式会社取締役社長（2015年 - ）
- 花角英世（政治家、1958年 - ）：第21代新潟県知事（2018年 - ）
- 立岩真也（社会学者、1960年 - 2023年）：主な著作に「私的所有論」など、立命館大学教授
- 松田和久（元プロ野球選手・元広島東洋カープ内野手・島初のプロ野球選手、1966年 - ）[28]
- 土屋良太（俳優、1967年 - ）：妻は女優渡辺えり
- 上松秀実（歌手、1986年 - ）
- 宇留間和基（ジャーナリスト）：朝日新聞出版初代代表取締役社長、元AERA編集長
- 梶原宗楽太夫（文弥節伝承者）
- 近藤佳文（漫画家）：2000年、『ヤングチャンピオン』で「鉄筋安坊」によりデビュー。2001年から同誌で金城一紀 原作の「GO」を連載
- 齋藤兼吉（アウントワープ五輪に日本初の水泳選手として出場）
- 本間茂雄（1932年ロス五輪の日本初出場時の体操競技選手）：旧畑野町出身
- 佐藤利夫（郷土史家）
- 佐藤春雄（トキ研究の第一人者）
- 新保基治（刀鍛冶）
- 浜口喜寿夫（郷土史家）
- 浜田守太郎（文弥人形芝居の指導者）
- 赤坂アカ（漫画家・イラストレーター、1988年 - ）
- ノブヨシ侍（漫画家・イラストレーター、1981年 - ）
- 山口孝志（FXトレーダー、1971年 - ）
- 堀口智顕 （サンフロンティア不動産創業者・代表取締役会長、1958年 - )
- 曽我ミヨシ（北朝鮮による拉致被害者）
- 曽我ひとみ（北朝鮮による拉致被害者、夫はチャールズ・ジェンキンス）
- 朝乃若樹（大相撲力士、1995年 - ）
- 町田浩徳（日本テレビ放送網アナウンサー・島初の民放在京キー局アナウンサー、1974年 - 佐渡島出身者で唯一在京キー局でアナウンサーを務めている。
- 茂木亜希子（ NHK長野放送局契約キャスター[29]・テレビユー福島アナウンサー・フリーアナウンサー・絵本作家・保育士、1977年 - ）
- 菊地大稀 (プロ野球選手・読売ジャイアンツ、1999年 - )
- 青野季吉
- 佐渡稔

### ゆかりの人物
- 順徳天皇（天皇、1197年 - 1242年）：承久の乱に参加し鎌倉幕府より配流される。この地で崩御。真野にて火葬、遺骨は京都に埋葬された。佐渡にて皇女慶子女王・忠子女王・皇子千歳宮の3名の皇子女を儲けたとされ、3名の皇子女の墓所もある。また京都で儲けた皇子彦成王が親鸞の弟子となって善空房信念と称し、のち佐渡を訪れ、勝興寺（殊勝誓願興行寺）を開いたという。彦成王の墓所もある。
- 日蓮（僧、1222年 - 1282年）：日蓮系教団の開祖。鎌倉幕府により配流される。
- 世阿弥（申楽師、生没年不詳）：室町幕府により配流される。
- 長嶋有（小説家、1972年 - ）：祖父・父の出身地であり、小説『佐渡の三人』を執筆した。
- 生天目仁美（声優、1976年 - ）：神奈川県出身となっているが、出生地はここである。

## 舞台にした作品

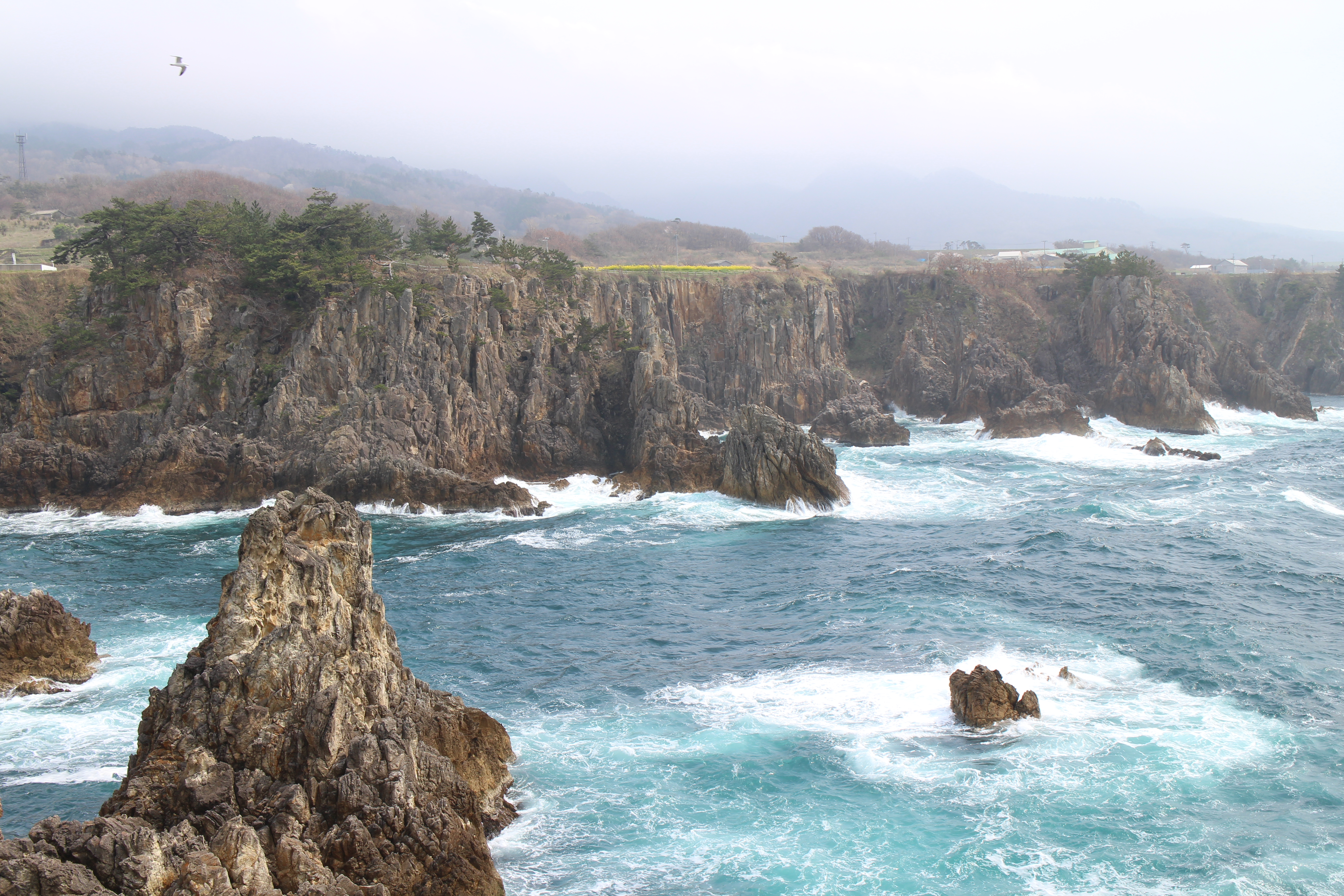
尖閣湾揚島遊園

### テレビドラマ
- 君の名は ラジオ、映画、舞台、テレビ
- TBS系列 月曜ミステリー劇場「女三人乱れ咲き!氷川きよし追っかけツアー殺人事件」
- 日本テレビ系列 火曜サスペンス劇場 「浅見光彦ミステリー 佐渡伝説殺人事件」
- フジテレビ系列水曜20時台のドラマ『花嫁衣裳は誰が着る』（1986年）

### 映画
- 風の視線（1963年）松竹

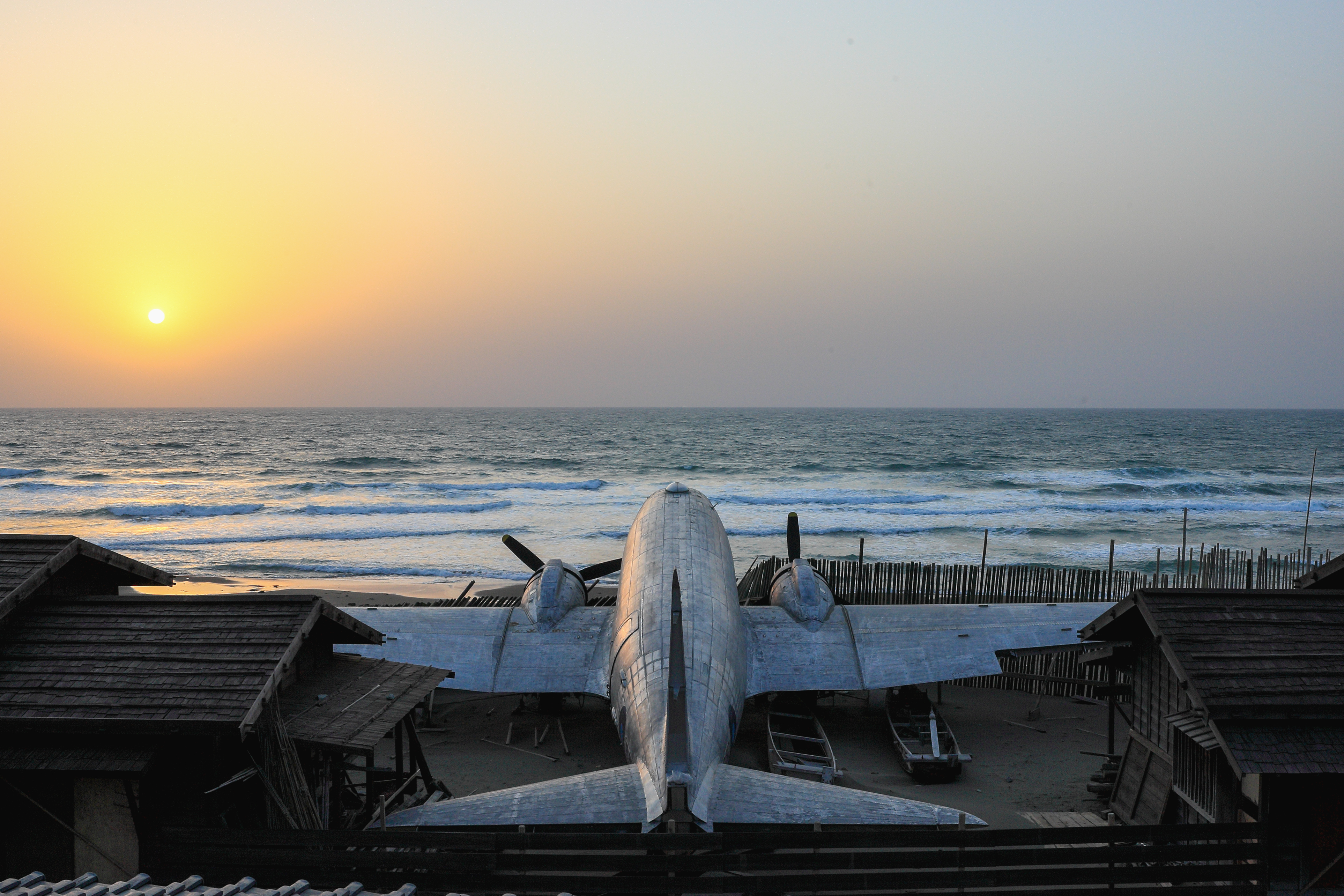
映画「飛べ!ダコタ」撮影のため小木堂釜の素浜海岸に置かれた、ダグラス AC-47D

- トラック野郎・度胸一番星（1977年）東映
- 男はつらいよ 第32作「旅と女と寅次郎」（1983年）松竹
- チキン・ハート 第55回カンヌ国際映画祭 国際評論家週間招待作品（2002年）オフィス北野
- SADO TEMPEST （2012年）「佐渡テンペスト」製作委員会
- 飛べ!ダコタ （2013年）映画「飛べ！ダコタ」製作支援実行委員会

### 小説
- 森下雨村 『白骨の処女』（1932年）
- 太宰治 『佐渡 (小説)』（1941年）
- 松本清張 『佐渡流人行』（1957年）『風の視線』（1961年）
- 内田康夫 『佐渡伝説殺人事件』（1985年）
- 富野由悠季 『ファウファウ物語』（1986年）
- 阿部和重 『ニッポニアニッポン』（2001年）
- 長嶋有 『佐渡の三人』（2007年）

### 漫画
- 矢口高雄 『トキ』
- 手塚治虫 『おけさのひょう六』
- 加藤伸吉（画）と杉元伶一（物語）『国民クイズ』
- 水木しげる 『妖怪ラリー』（『ゲゲゲの鬼太郎』より）
- 楳図かずお 『わたしは真悟』
- 弘兼憲史 『人間交差点』
- 弘兼憲史 『ハロー張りネズミ』
- 田村由美 『7SEEDS』
- 野田サトル 『ゴールデンカムイ』
- ミサト 『佐渡島ときどきラジオガール』
- 佐和田米 『アクロトリップ』悪の組織の本拠となっている
- おみなえし 『魔法使いロゼの佐渡ライフ』
- ippatu 『虎鶫　とらつぐみ　-TSUGUMI PROJECT-』

### 歌
- 『ひばりの佐渡情話』（1962年10月5日シングル発売・歌手：美空ひばり、作詞：西沢爽、作曲・編曲：船村徹）
- 『佐渡の夕笛』（2017年2月8日シングル発売・歌手：丘みどり、作詞：仁井谷俊也、作曲：弦哲也）

### アニメ
- テレビ東京系列 『FF:U 〜ファイナルファンタジー：アンリミテッド〜』（2001-2002年、制作：GONZO）
- TOKYO MXほか 『SHIROBAKO』(2014-2015年、制作：P.A. WORKS)
- Netflixほか 『7SEEDS』(2019-2020年)
- 劇場アニメーション映画『アイの歌声を聴かせて』（2021年、制作：J.C.STAFF、配給：松竹）[30]

### ゲーム
- 『マブラヴ オルタネイティヴ』（Muvluv Alternative）（2006年2月24日）アージュ

## 事件
- 反戦自衛官事件